# Єлизавета Ангальт-Цербстська
Єлизавета Ангальт-Цербстська (нім. Elisabeth von Anhalt-Zerbst, 15 вересня 1563 — 6 листопада 1607) — ангальтська принцеса з династії Асканіїв, донька князя Ангальту Йоакіма Ернста та графині Барбі-Мюлінгенської Агнеси, третя дружина курфюрста Бранденбургу Йоганна Георга.

## Біографія
Народилась 15 вересня 1593 року у Цербсті. Була третьою дитиною та третьою донькою в родині князя Ангальт-Цербсту та Ангальт-Дессау Йоакіма Ернста та його першої дружини Агнеси Барбі-Мюлінгенської. Мала старших сестер Анну Марію та Агнесу, яку померла наступного року. Згодом сімейство поповнилося трьома молодшими дітьми.
Матір померла, коли дівчинці було 9 років. Наступного року батько об'єднав під своїм проводом всі ангальтські землі і прийняв титул князь Ангальту. У січні 1571 року він узяв другий шлюб із 18-річною герцогинею Елеонорою Вюртемберзькою. Від цього союзу в нього з'явилося ще десятеро дітей. Більшість з них народилося, коли Єлизавета вже залишила батьківську домівку.

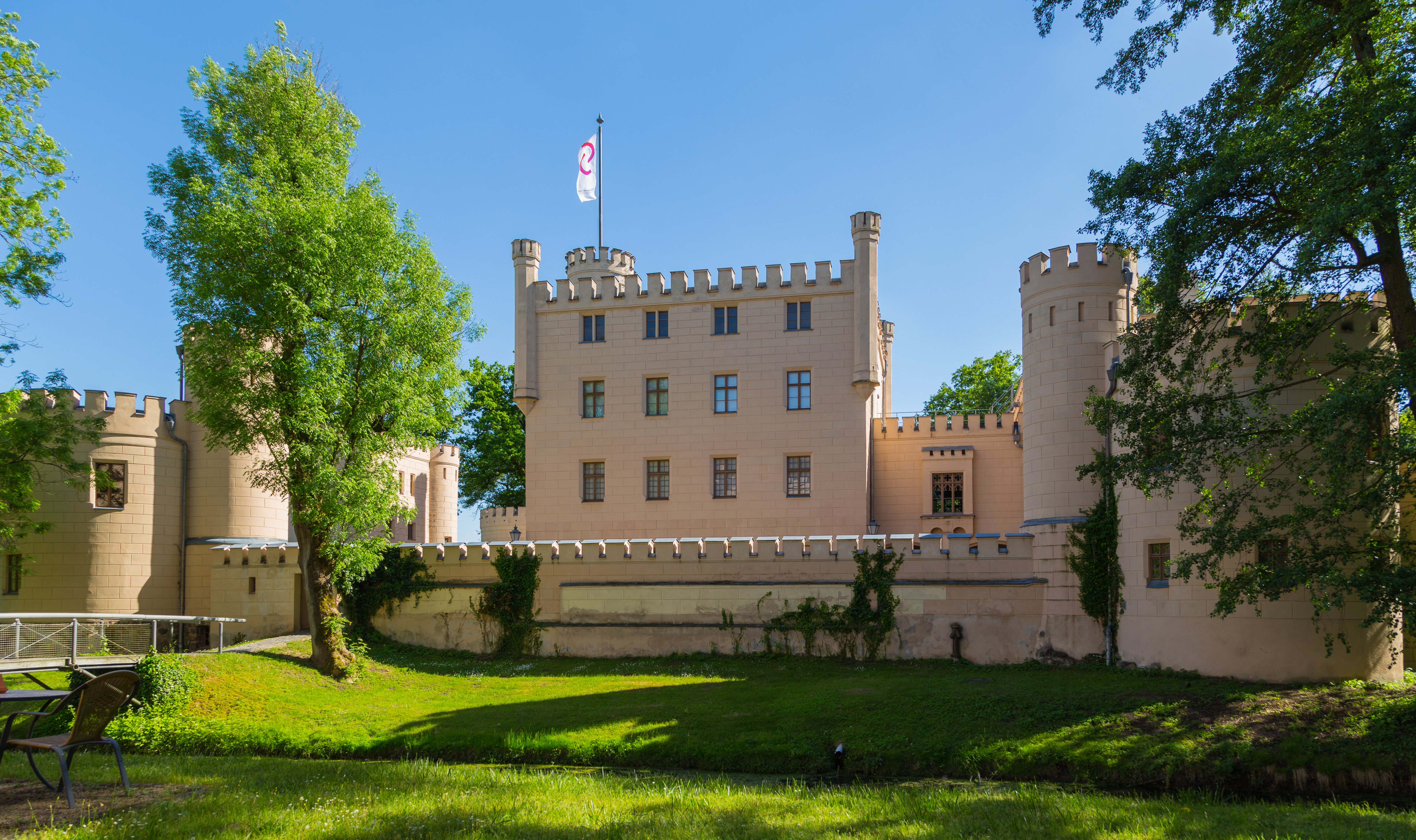
Мисливський замок Лецлінген

У 14-річному віці вона стала дружиною 52-річного курфюрста Бранденбургу Йоганна Георга. Наречений був двічі удівцем та мав четверо дітей від попередніх шлюбів. Двоє старших вже були одружені. Його вінчання з Єлизаветою відбулося 8 жовтня 1577 року в мисливському замку Лецлінгену. Весілля пройшло скромно. Єлизаветі було призначено утримання розміром 400 гульденів на рік. Як посаг за дружиною Йоганн Георг узяв 15 тисяч талерів. На випадок вдівства Єлизавета отримувала високу пенсію, місто і замок Кросен, амт і місто Цюлліхау, а також Боберсберг.
Покровительствувала вченому та алхіміку Леонарду Турнейссеру.
У подружжя народилося одинадцятеро дітей. Після смерті чоловіка у 1598 році переїхала до замку Кроссен із молодшими дітьми. Там і народила найменшого сина.
Померла в останній рік правління пасинка Йоакіма Фрідріха. Була похована у крипті Гогенцоллернів в Берлінському соборі.

## Родина
Чоловік — Йоганн Георг, курфюрст Бранденбурзький.

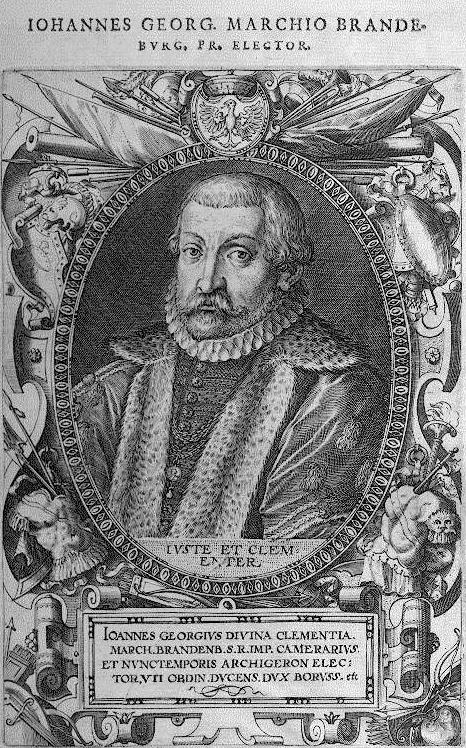
Йоганн Георг, гравюра

Діти:
- Крістіан (1581—1655) — маркграф Бранденбург-Байройту у 1603—1655 роках, був одружений з прусською принцесою Марією, мав дев'ятеро дітей;
- Магдалена (1582—1616) — дружина ландграфа Гессен-Дармштадту Людвіга V, мала дванадцятеро дітей;
- Йоакім Ернст (1583—1625) — маркграф Бранденбург-Ансбаху у 1603—1625 роках, був одружений з графинею Сольмс-Лаубахською Софією, мав п'ятеро дітей;
- Агнеса (1584—1629) — була двічі одружена, дітей не мала;
- Фрідріх (1588—1611) — герренмайстер Ордену Святого Йоганна в Бранденбурзі, одруженим не був, дітей не мав;
- Єлизавета Софія (1589—1629) — була двічі одружена, мала п'ятеро дітей від обох шлюбів;
- Доротея Сибілла (1590—1625) — дружина князя Лігніцького та Бжезького Йоганна Крістіана, мала тринадцятеро дітей;
- Георг Альбрехт (1591—1615) — герренмайстер Ордену Святого Йоганна в Бранденбурзі, одруженим не був, дітей не мав;
- Сигізмунд (1592—1640) — одруженим не був, дітей не мав;
- Йоганн (1597—1627) — князь-єпископ Хафельбергу, одруженим не був, дітей не мав;
- Йоганн Георг (1598—1637) — одруженим не був, дітей не мав.